# 卡佩尔 (西澳)
卡佩尔（英語：Capel）是一個位於澳洲西澳大利亞州西南區，珀斯以南212（132英里）的一個小鎮。卡佩尔亦位於班伯利和巴瑟尔顿之間。

## 氣候
卡佩尔位於卡佩尔河旁，海拔為19（62英尺）。卡佩尔的氣候類型為地中海式气候，並且擁有炎熱的夏季和涼快的冬季。於夏季，卡佩尔的氣溫轉變很大，氣溫能由13 °C轉至40 °C。於冬季，卡佩尔的氣溫介乎於5 °C和27 °C之間。而卡佩尔的年均降雨量為830毫米。

## 歷史
卡佩尔一帶早於澳洲殖民時代已有移民居住。於1834年，弗雷德里克·勒德洛找到了卡佩尔河，但到了巴瑟尔顿家族遷進這一帶後，卡佩尔河才被命名。「卡佩尔」一名取名自巴瑟尔顿家族的親戚卡佩尔·卡特。於1830年代，大量移民跟隨著巴瑟尔顿家族移民至這一帶，而首兩個西澳總督詹姆士·史特靈和约翰·赫特亦於這一帶佔有一些土地。於1844年，人們開始提議於現址建立一個城鎮，但到了1870年代，人們才對這裡進行調查，並到了1897年才成功購地。起初，城鎮的名稱叫作古凌立（Coolingnup），即原住民對這一帶的稱呼。於1899年，城鎮才更名為卡佩尔。
於1898年，卡佩尔的人口僅為91人（44男性和47女性）。

## 經濟
从历史上看，卡佩尔是一個農業小鎮。卡佩尔的農業主要生產乳制品和牛肉。於近代，卡佩尔開始成為一個休闲农场的勝地之一。隨著大量休闲农场的建造，農民引進了一些创新的农业產品，其中包括羊驼、葡萄种植、水產養殖和蓝桉樹。另外，郡內亦有不少采矿場和矿砂場，而旅游更逐漸成為郡的主要收入來源之一。
西澳金沙公司建立於1954年，但於1959年才开始运作。同年，西澳金沙公司開始开采及加工由位於城鎮北部的瑜伽納礦坑中開採出來的礦產。另外一間公司，RGC公司，則於城鎮南方擁有一個礦坑。於1998年，兩間公司合併成伊卢卡资源公司，並繼續營運钛铁矿礦坑，並於位於小鎮北部的巴瑟尔顿高速公路附近生產金红石。